# Paradoxornis heudei
Paradoxornis heudei là một loài chim trong họ Sylviidae.
Mỏ dẹt cằm đen được tìm thấy ở Mãn Châu và phía đông Trung Quốc. Nó bị đe dọa do mất môi trường sống.
Phân loài Bắc P. h. Polivanovi đôi khi được coi là một loài riêng biệt, mỏ dẹt phương bắc.